# Betsy Brandt
Betsy Ann Brandt (14 de março de 1973) é uma atriz norte-americana. Ela iniciou sua carreira artística como atriz de teatro em Nova York antes de se mudar para Los Angeles em busca de mais oportunidades na televisão e no cinema. Ela ficou conhecida pelo grande público ao interpretar Marie Schrader na aclamada série Breaking Bad, papel que lhe rendeu indicações a prêmios importantes como o SAG Awards.

## Início da Vida
Brandt nasceu em Bay City, Michigan, filha da professora Janet e de um eletricista chamado Gary. Ela se formou na Escola de ensino médio ocidental em Auburn, Michigan em 1991.
Ela recebeu seu BFA em atuar na Universidade de Illinois em 1996. Ela estudou teatro na Universidade de Harvard no Instituto de Formação Avançada e no Royal Scottish Academy of Music and Drama, em Glasgow.

## Carreira
No teatro, Brandt atuou em performances de Much Ado About Nothing no Arizona Theatre Company, Control + Alt + Delete no San Jose Repertory Theatre, Beth Henley em "Fraude Ridículo", Julia Cho em O Arquivo Idioma com South Coast Repertory dentre outros. Ela teve papéis nos programas de televisão Without a Trace, Judging Amy, ER, Boston Legal, The Practice, e NCIS.

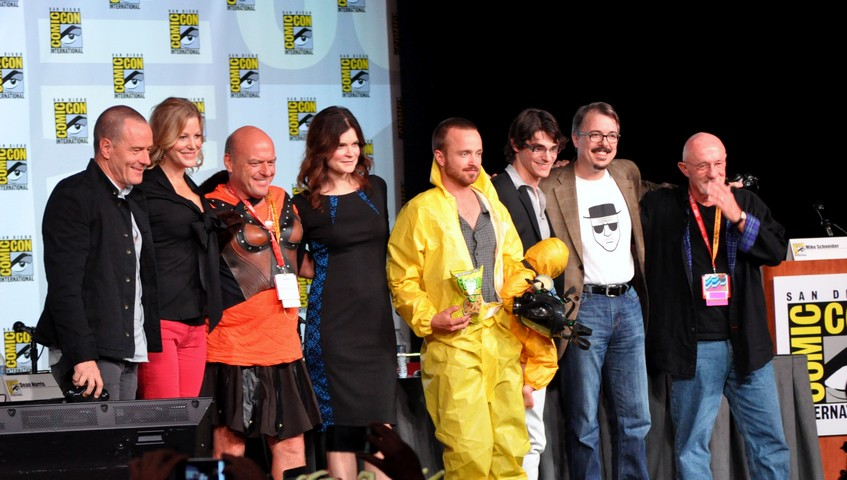
Betsy ao lado do elenco de Breaking Bad na San Diego Comic-Con de 2012.

De 2008 a 2013, a Brandt fez o papel de Marie Schrader na série de drama da AMC, Breaking Bad. Ela fez o teste para três papéis diferentes, antes de ser oferecido o papel de Marie. Em 2012, ela foi escolhida como Sandy em Parenthood. Brandt foi escalada como Annie Henry em The Michael J. Fox Show, que estreou em setembro de 2013. Seu desempenho foi recebido com críticas positivas.
Em 2014, Brandt foi escalada como um dos personagens principais da novela da ABC, The Club criado por Susannah Grant.
De 2015 a 2019, ela estrelou como Heather Short Hughes na série de comédia da Life in Pieces da CBS. A série foi cancelada após quatro temporadas. Em 2020, Brandt foi anunciado para fazer o papel de Cleo no episódio piloto da sitcom da NBC Jefferies, que foi criada por Jim Jefferies e Suzanne Martin.
Em 2022, Betsy Brandt voltou a interpretar Marie Schrader em Better Call Saul, spin-off de Breaking Bad. Ela teve uma participação no episódio final da série, fechando o ciclo de sua personagem. Em entrevista à Variety, Betsy demonstrou prazer em voltar a interpretar a personagem: 
| “ | Oh meu Deus, foi um prazer absoluto. Não era algo que eu achasse que conseguiria fazer. Quando você termina, você termina. É assim que geralmente acontece. Eu pensei que a última vez que eu a interpretaria seria quando eu tivesse que dublar o final de "Breaking Bad" quando eu estava em Nova York no "Michael J. Fox Show". Eu pensei que seria assim que terminaria, em um estúdio de som no telefone com a equipe em Los Angeles. Mas foi como vestir seu suéter favorito que você esqueceu o quanto amava. Eu senti falta dela. Eu sei que ela pode ser uma verdadeira dor de cabeça, mas eu senti falta dela, daquela pessoa obcecada por roupas roxas. Da forma como a trouxeram de volta, ela cresceu muito desde que a vimos. Eu amo a dignidade que deram a ela. Foi tudo o que eu queria para o meu personagem como atriz. | ” |

## Vida Pessoal
Brandt é casada com Grady Olsen; eles têm dois filhos. Ela deu à luz seu segundo filho em 2008, enquanto a segunda temporada de Breaking Bad estava em produção. Brandt e sua família residem em Los Angeles, Califórnia.

## Filmografia

### Filme
| Ano  | Titulo                              | Papel          | Notas                            |
| ---- | ----------------------------------- | -------------- | -------------------------------- |
| 1998 | Confidence                          | Natasha        | Curta-metragem                   |
| 2001 | Memphis Bound...and Gagged          | A Diretora     |                                  |
| 2001 | The Red Boot Diaries                | Rachel         | Curta-metragem                   |
| 2004 | Subhuman                            | Nikki Reynolds | Também conhecido como Shelf Life |
| 2005 | All Features Great and Small        | Jennifer       | Curta-metragem                   |
| 2011 | Jeremy Fink and the Meaning of Life | Madame Zaleski |                                  |
| 2012 | Magic Mike                          | Banqueira      |                                  |
| 2013 | The Professor                       | A Professora   | Curta-metragem                   |
| 2016 | Between Us                          | Gigi           |                                  |
| 2016 | Claire in Motion                    | Claire         |                                  |
| 2018 | We the Coyotes                      | Jeanine        |                                  |
| 2019 | Straight Up                         | Topanga        |                                  |
| 2020 | Run Sweetheart Run                  | Judy           |                                  |
| 2022 | The Valet                           | Kathryn Royce  |                                  |

### Televisão
| Ano       | Titulo                     | Papel                  | Notas                                   |
| --------- | -------------------------- | ---------------------- | --------------------------------------- |
| 2001      | Judging Amy                | Elizabeth Granson      | Episódio: "Imbroglio"                   |
| 2002      | JAG                        | Leslie Rosenbaum       | Episódio: "The Promised Land"           |
| 2003      | ER: Plantão Médico         | Franny Myers           | Episódio: "Death and Taxes"             |
| 2003      | Without a Trace            | Libby Coulter          | 2 episódios                             |
| 2003      | The Guardian               | Sofia Trokey           | Episódio: "The Intersection"            |
| 2004      | NCIS                       | Policial Barbara Swain | Episódio: "The Good Wives Club"         |
| 2004      | The Practice               | Lynda Hobbs            | Episódio: "Adjourned (AKA Cheers)"      |
| 2004      | Back When We Were Grownups | Nono                   | Telefilme                               |
| 2005      | Medical Investigation      | Karen Banks            | Episódio: "Ice Station"                 |
| 2006      | CSI: Investigação Criminal | Dawn Hanson            | Episódio: "Burn Out"                    |
| 2006      | Close to Home              | Karen Randall          | Episódio: "Reasonable Doubts"           |
| 2007      | Boston Legal               | Gwen Richards          | Episódio: "Hope and Gory"               |
| 2007      | Side Order of Life         | Sara Rose              | Episódio: "Aliens"                      |
| 2008–2013 | Breaking Bad               | Marie Schrader         | 51 episódios                            |
| 2010      | The Whole Truth            | Irmã Theresa Bendicta  | Episódio: "Thicker Than Water"          |
| 2010      | Miami Medical              | Dana                   | Episódio: "Medicine Man"                |
| 2011      | No Ordinary Family         | Dra. Lena Hopkins      | Episódio: "No Ordinary Double Standard" |
| 2011–2012 | Private Practice           | Joanna Gibbs           | 2 episódios                             |
| 2012–2015 | Parenthood                 | Sandy                  | 7 episódios                             |
| 2012      | Fairly Legal               | Natalie Roberts        | Episódio: "Shattered"                   |
| 2013      | Body of Proof              | Susan Hart             | Episódio: "Eye for an Eye"              |
| 2013–2014 | The Michael J. Fox Show    | Annie Henry            | 22 episódios                            |
| 2014      | Masters of Sex             | Barbara                | 7 episódios                             |
| 2014      | Members Only               | Leslie Holmes          | Piloto                                  |
| 2014      | Mothers of the Bride       | Haley Snow             | Telefilme                               |
| 2015–2019 | Life in Pieces             | Heather Hughes         | 79 episódios                            |
| 2016      | American Dad!              | Nurse Jocelyn          | Voz; Episódio: "Stan-Dan Deliver"       |
| 2017      | FANatic                    | Tess Daniels           | Telefilme                               |
| 2017      | Flint                      | LeeAnne Walters        | Telefilme                               |
| 2019      | Pearson                    | Stephanie Novak        | 6 episódios                             |
| 2019–2021 | The Unicorn                | Caroline               | 5 episódios                             |
| 2020      | Soulmates                  | Caitlen                | Papel recorrente                        |
| 2020      | A Million Little Things    | Colleen                | Episódio: "'Til Death Do Us Part"       |
| 2021–2022 | Love, Victor               | Dawn Westen            | Papel recorrente                        |
| 2022      | Better Call Saul           | Marie Schrader         | Episódio: "Saul Gone"                   |
| 2023      | Saint X                    | Mia Thomas             | Série futura; Elenco principal.         |
| TBA       | Jefferies                  | Cleo                   | Episódio piloto não transmitido         |

## Prêmios e indicações
| Lista de prêmios e indicações | Lista de prêmios e indicações      | Lista de prêmios e indicações                                   | Lista de prêmios e indicações | Lista de prêmios e indicações |
| Ano                           | Prêmio                             | Categoria                                                       | Trabalho                      | Resultado                     |
| ----------------------------- | ---------------------------------- | --------------------------------------------------------------- | ----------------------------- | ----------------------------- |
| 2011                          | Prémios Screen Actors Guild        | Prémio Screen Actors Guild para melhor elenco em série de drama | Breaking Bad                  | Indicado                      |
| 2012                          | Prémios Screen Actors Guild        | Prémio Screen Actors Guild para melhor elenco em série de drama | Breaking Bad                  | Indicado                      |
| 2013                          | Prémios Screen Actors Guild        | Prémio Screen Actors Guild para melhor elenco em série de drama | Breaking Bad                  | Venceu                        |
| 2021                          | Prêmios Critics' Choice Television | Melhor Atriz Coadjuvante em Filme/Minissérie                    | Soulmates                     | Indicado                      |